# Macchia d’Isernia
Macchia d’Isernia ist eine italienische Gemeinde (comune) mit 1028 Einwohnern (Stand 31. Dezember 2023) in der Provinz Isernia in der Region Molise. Die Gemeinde liegt etwa 6 Kilometer südwestlich von Isernia am Carpino und gehört zur Comunità Montana Centro Pentria. Die Vandra begrenzt die Gemeinde im Nordwesten.

## Verkehr
Durch die Gemeinde führt die Strada Statale 85 Venafrana von Vairano Patenora nach Pescolanciano.